# Lasianthus acuminatus
Lasianthus acuminatus är en måreväxtart som beskrevs av Robert Wight. Lasianthus acuminatus ingår i släktet Lasianthus och familjen måreväxter. Inga underarter finns listade i Catalogue of Life.